# Morgovejo
Morgovejo es una villa española del municipio de Valderrueda, en la provincia de León, comunidad autónoma de Castilla y León. El poblado está asentado en un valle a orillas de la margen izquierda del río Cea, afluente del río Esla. Se extiende a lo largo de aproximadamente un kilómetro, paralelo al río, siendo esta la zona más llana, y se va alejando de este ganando altitud, debido a la pendiente del terreno.

## Toponimia
El topónimo Morgovejo se compone de dos raíces oronímicas o hidronímicas: mor, piedra, montículo, que forma mogro, morco, morrillo o el euskera moker, duro, y la otra raíz behel, veio, belio, blanco, brillante.

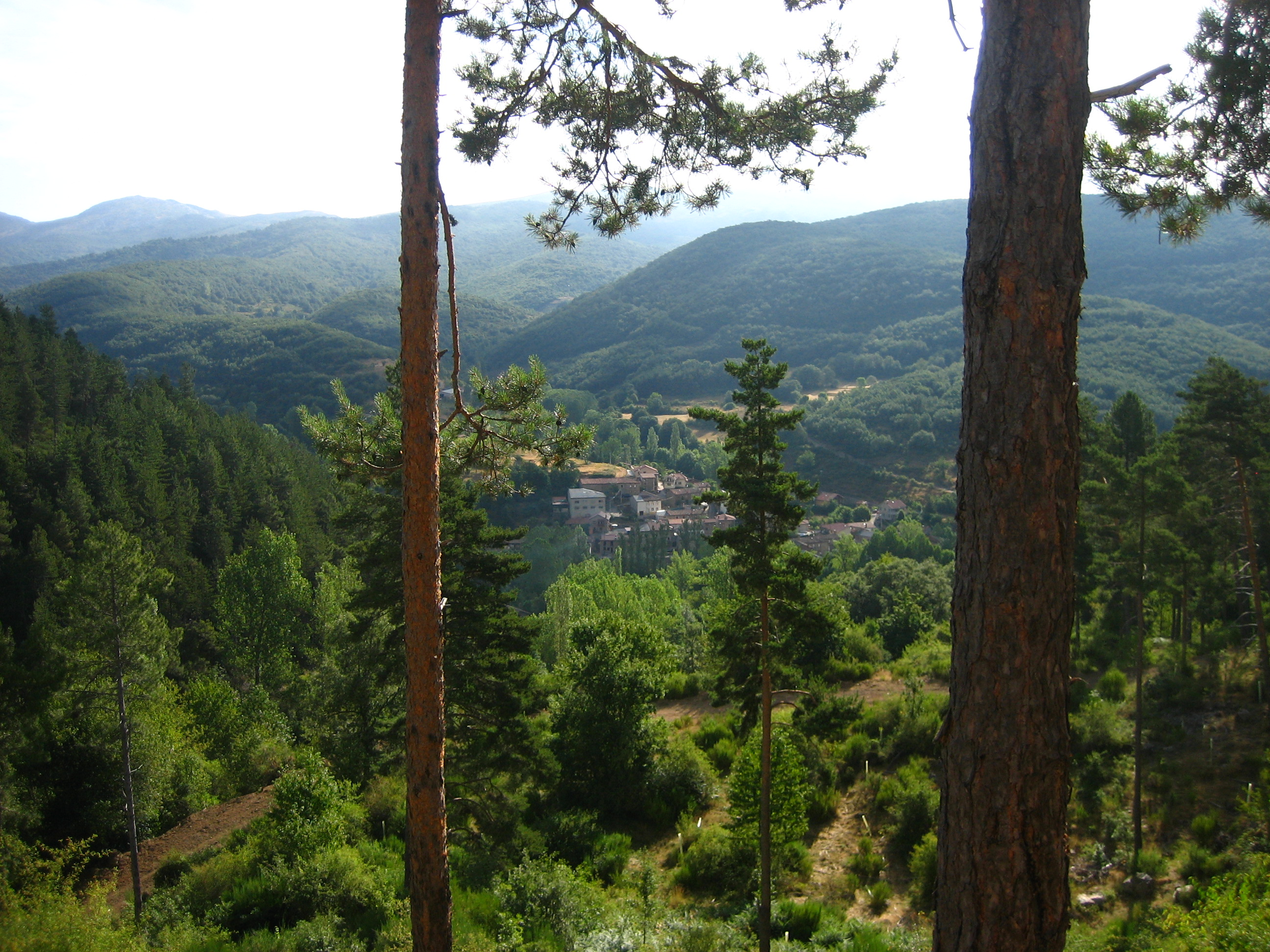
Vista de Morgovejo desde el pinar

## Geografía

### Ubicación
Límites de la localidad:
| Noroeste:          | Norte: Prioro               | Noreste: Caminayo                                   |
| Oeste: Villalmonte |                             | Este: Velilla del Río Carrión provincia de Palencia |
| Suroeste:          | Sur: La Sota de Valderrueda | Sureste:                                            |

### Hidrografía
Aguas termales

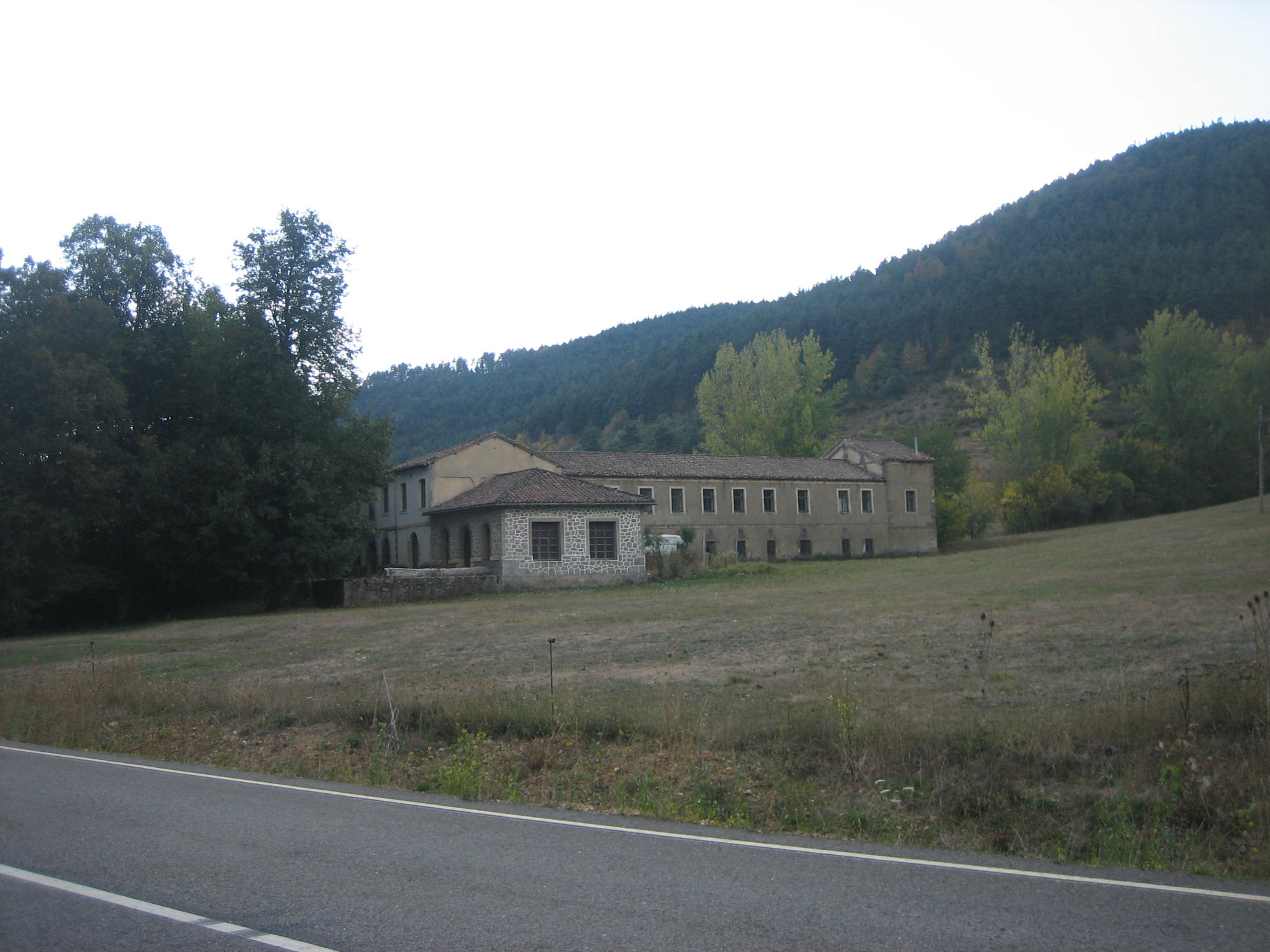
Balneario de Morgovejo

Tiene un balneario que en tiempos fue una importante fuente de ingresos para el pueblo. Aguas ricas con excelente poder curativo en diversas enfermedades cutáneas, renales, etc. Hace años que no tiene actividad. Su entorno está protegido actualmente por sus valores culturales tradicionales.
Ríos
El río Cea es el de mayor entidad, en el vierten sus aguas diversas fuentes y arroyos. Además del Cea, por el núcleo urbano, discurren las aguas de sus dos afluentes más importantes en la localidad, el río Valle que viene de Caminayo y el río Cuervo que nace en torales.

### Clima
Morgovejo se encuentra enmarcado en la zona de clima “oceánico de transición” hacia el “mediterráneo continentalizado subhúmedo”, debido a la distancia con respecto al océano Atlántico y a la orografía de la cuenca del río Duero; pero además tiene particularidades propias del clima de “montaña subalpino” (1000 – 1500 m), al estar en la cota de 1061 m, lo que supone, entre otras cosas, temperaturas más bajas (la temperatura desciende 0,65 °C cada 100 m de incremento de altitud).
Su estacionalidad se caracteriza por:
-Inviernos largos y fríos, en los que se registran temperaturas inferiores a los 0 °C y medias de aproximadamente 2 °C en el mes más frío, enero.
-Veranos cortos y suaves, siendo julio y agosto los meses más calurosos.
La pluviometría media anual está sobre los 1000 mm (Cistierna 917 mm entre los años 1933-1977, y Prioro 1316,7 mm entre 1931-1980), concentrándose la mayor cantidad de precipitación en invierno, no siendo extrañas las nevadas, y la menor en verano, por lo que ríos, arroyos y fuentes acusan el estiaje.
Según la clasificación climática de Köppen-Geiger correspondería a la zona “Csb” (oceánico mediterráneo con verano suave), que permite la existencia de bosques de hayas:
-C = Clima templado/ mesoterma (presenta una temperatura entre los 10 y 20 °C, su clima es templado de montaña). Se caracteriza porque la temperatura media del mes más frío es menor de 18 °C y superior a -3 °C y la del mes más cálido es superior a 10 °C. Las precipitaciones exceden a la evaporación.
-s = El verano es seco por lo que el mínimo de precipitaciones está bastante marcado y coincide con el periodo de temperaturas más altas. La estación más lluviosa no tiene porque ser el invierno.
-b = Templado. El verano es suave pues no se alcanzan los 22 °C de media en el mes más cálido. Las temperaturas medias superan los 10 °C al menos cuatro meses al año.

## Naturaleza

### Fauna
Jabalí, ciervo, rebeco, corzo, oso pardo, lobo, zorro, gato montés, garduña, turón, marta, ardilla (esguilo), cuervo, urraca (pega), arrendajo (gayo), cigüeña, diversas rapaces tanto diurnas como nocturnas, perdiz roja, gorrión (pardal), jilguero (siete color), lavandera (revolondina), colirrojo, petirrojo, golondrina, trucha, cangrejo, salamandra, etc.

### Flora
Abundante vegetación de bosque y de rivera como son los ejemplares de: haya, fresno, chopo, pino, negrillo, cerezo silvestre, manzano silvestre, serbal, mostajo, piorno, arándano, helecho, brezo, salguero, nogal, etc.

## Comunicaciones

### Red viaria
- Da acceso al Pueblo la Carretera provincial LE-234 (Puente Almuhey-Prioro) continuación natural de la Carretera provincial LE-232 (Almanza-Puente Almuhey) recorre el territorio de la localidad de sur (límite con La Sota de Valderrueda) a norte (límite con Prioro).
- En Morgovejo nace la carretera CV-105-18 tiene una longitud de 6 kilómetros hasta Caminayo.
- También está dotado de una amplia red de caminos vecinales, pistas en los montes, vías pecuarias.

## Cultura

### Patrimonio

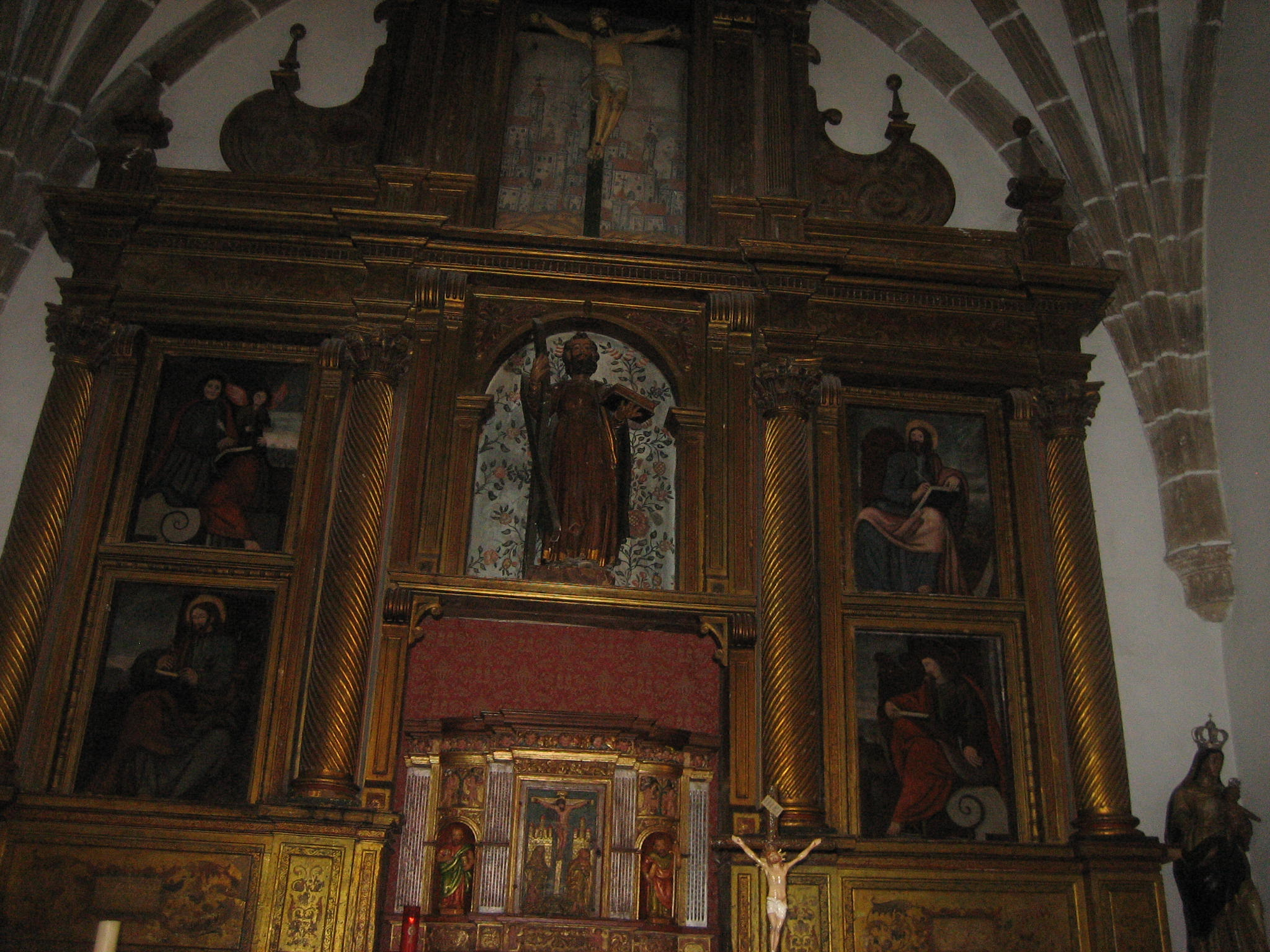
Vista interior de la iglesia parroquial de San Andrés, retablo

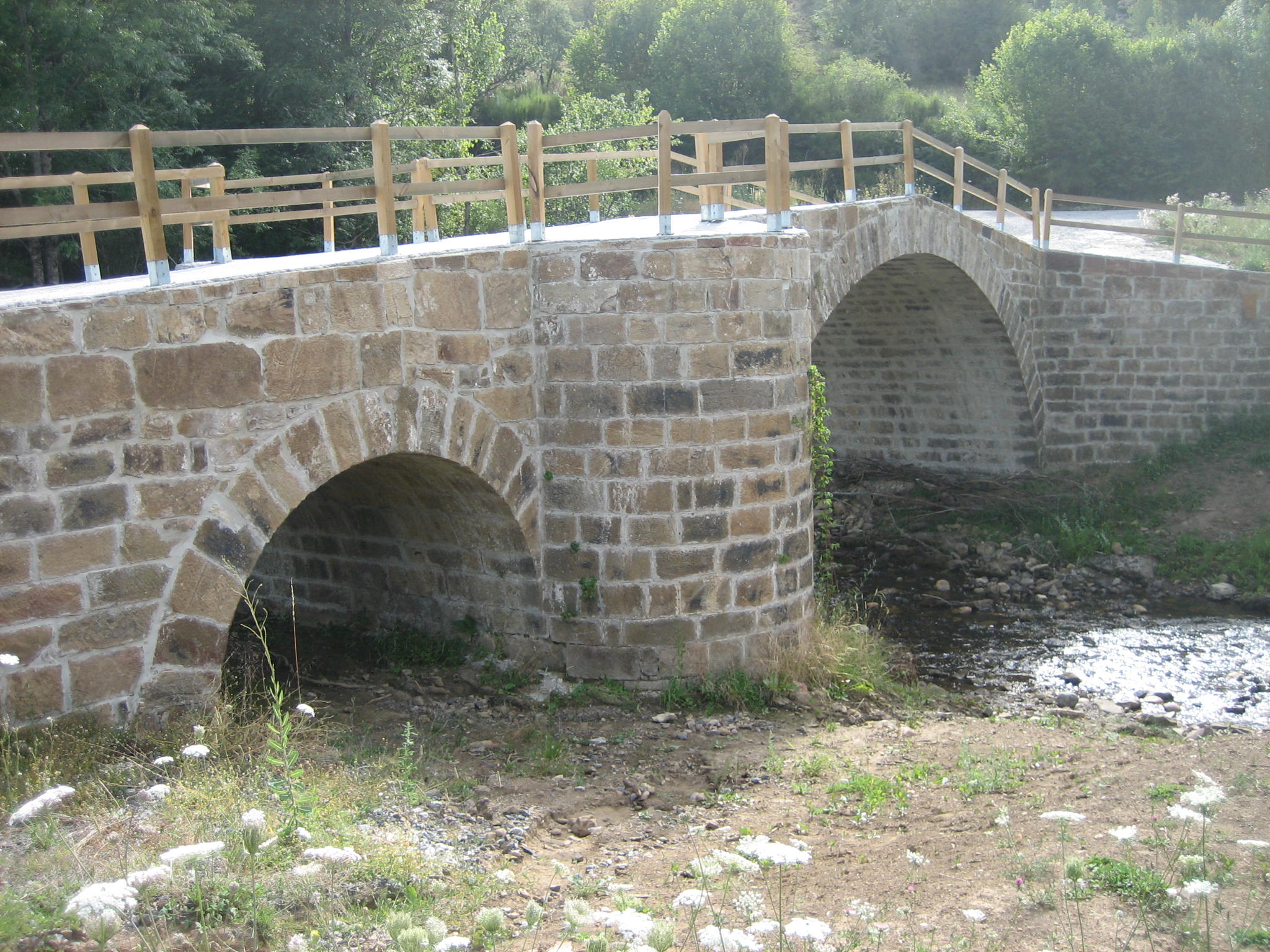
Puente de Villaescusa sobre el río Cea

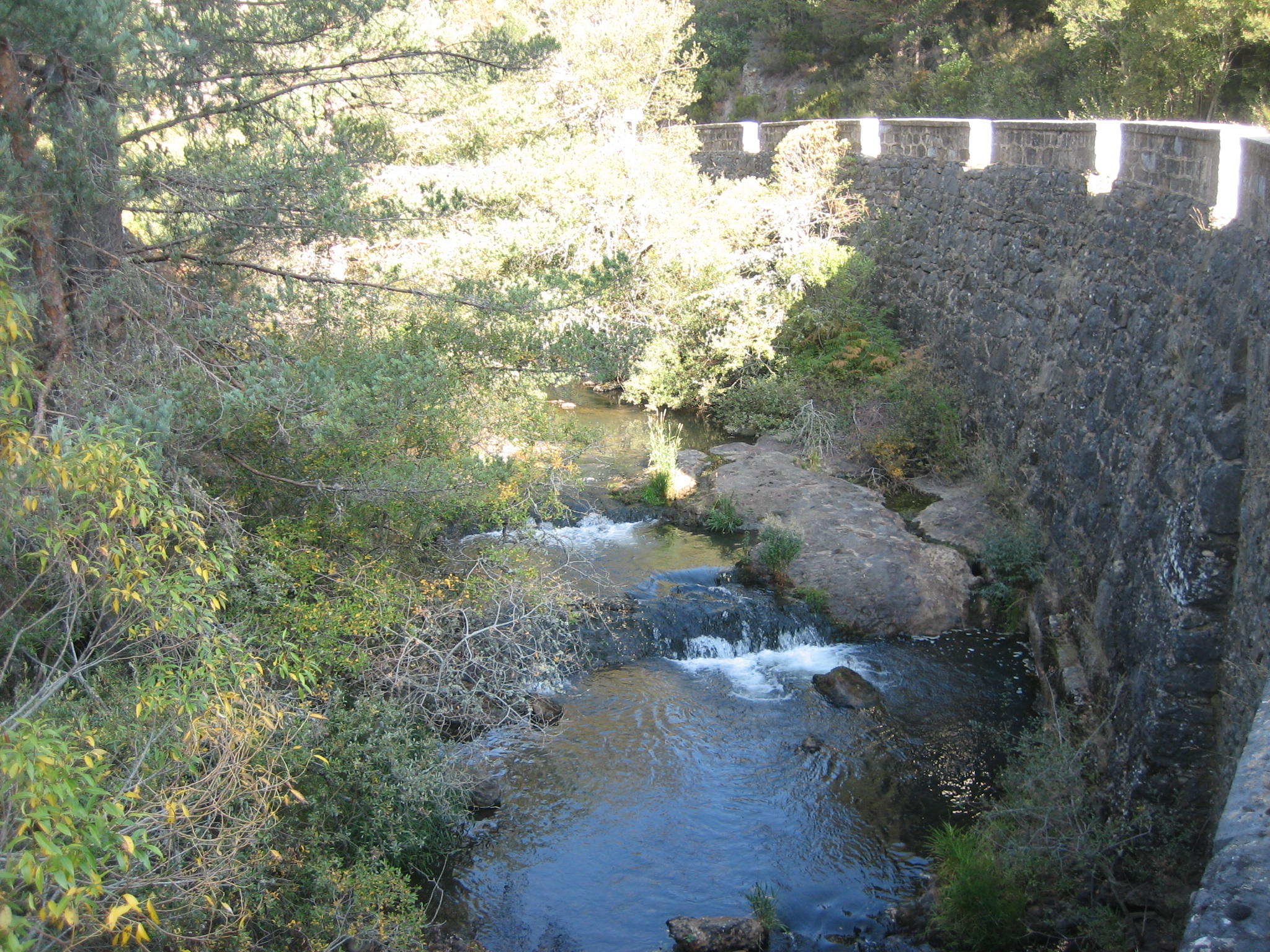
Puente sobre el río Cea a su paso por Las Conjas

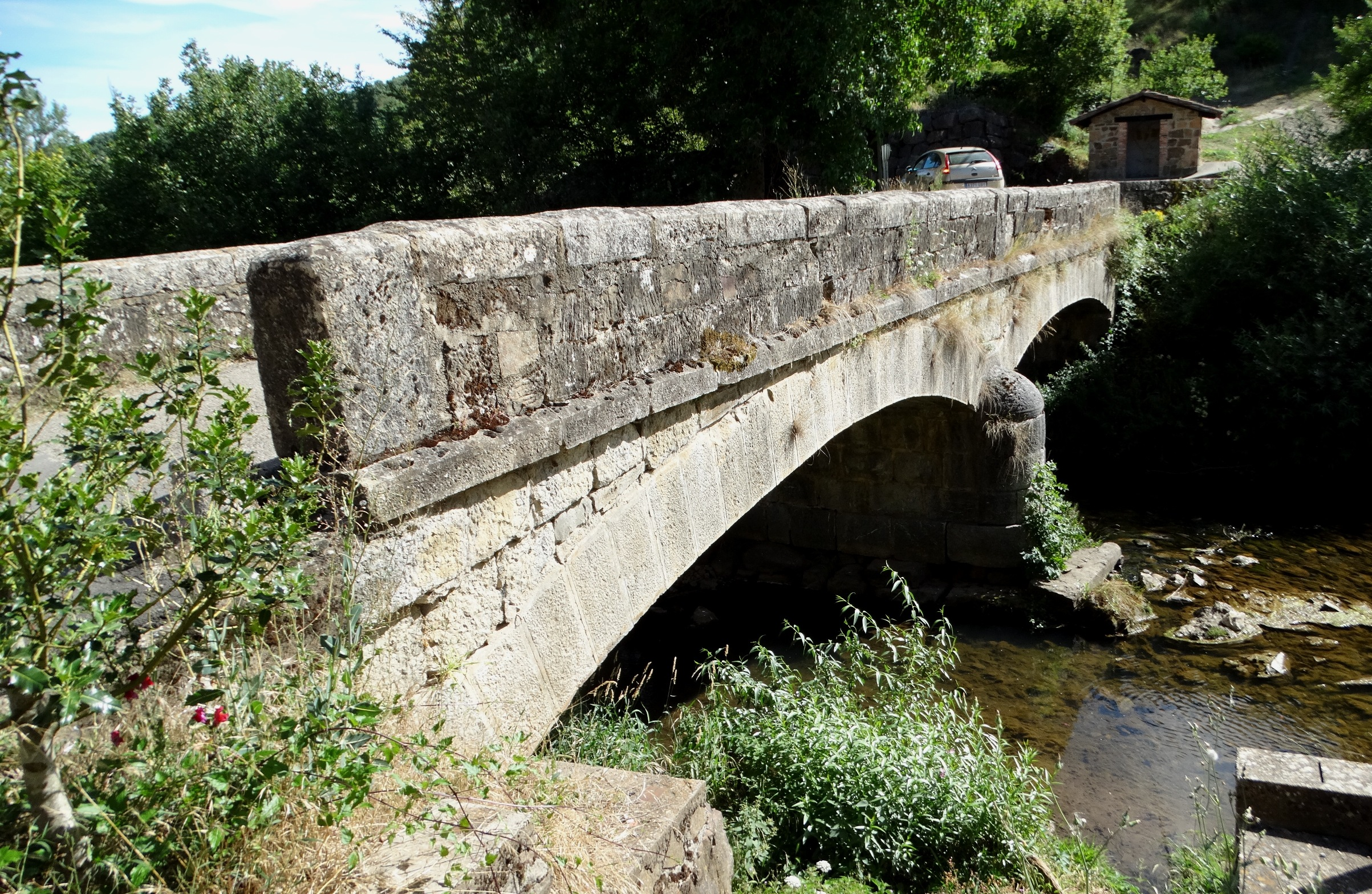
Puente Alto sobre el río Cea

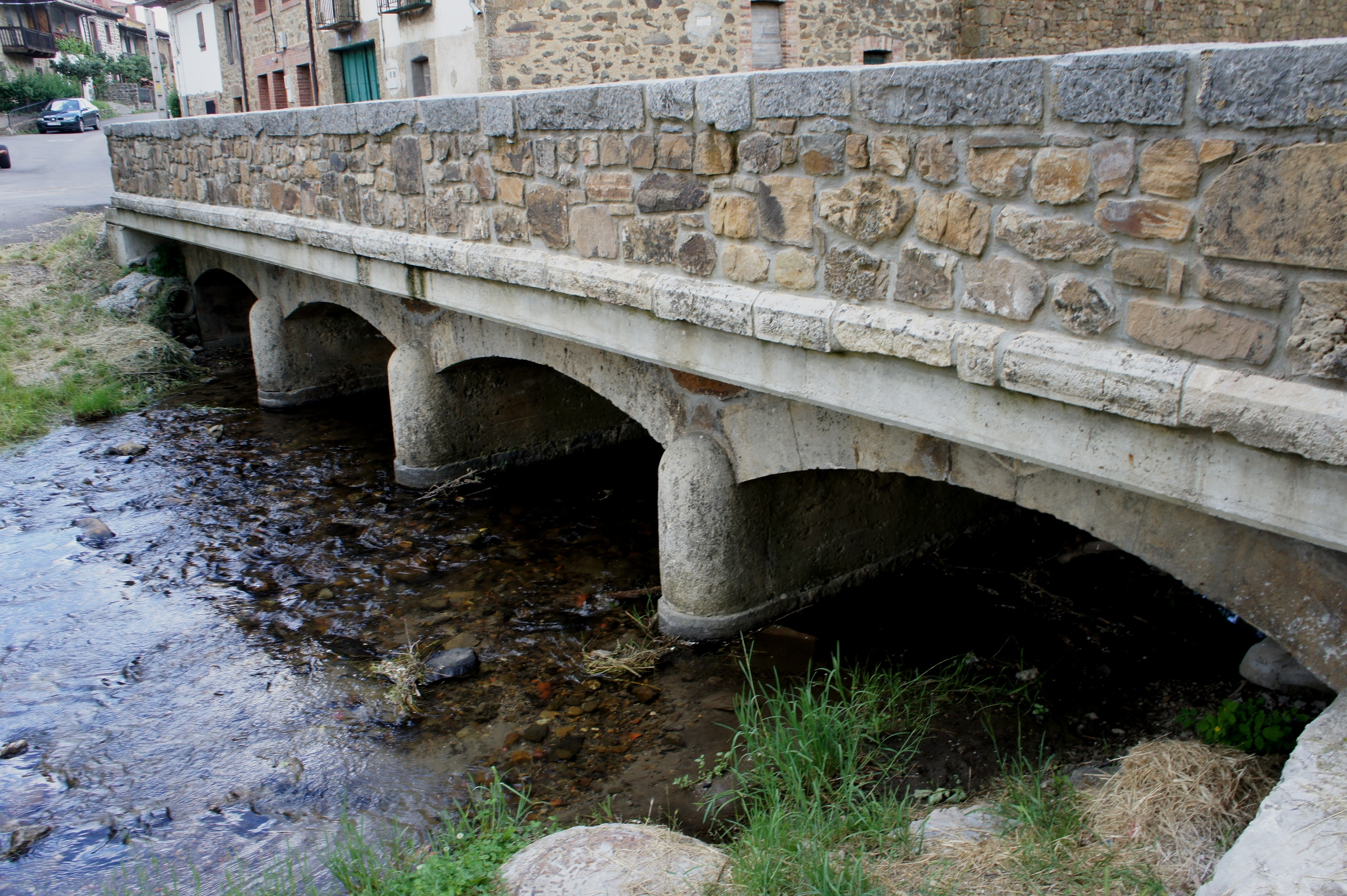
Puente del Arroyo del Valle

- El castro de la Canalina donde se han hallado diversas piezas tanto de cerámica como metálicas, no se conserva la construcción.[2]
- El castro del Campo Santo
- La Iglesia de San Andrés del siglo XVI[3]
- La Ermita en homenaje al beato Juan de Prado Díez
- El Desfiladero de Las Conjas formación de roca pudinga, paraje compartido con otros límites territoriales.
- En el núcleo urbano hay cuatro puentes, dos sobre el río Cea que unen la carretera con el poblado, el puente Medio sobre el río Valle llamado así por discurrir por el centro del pueblo y otro en el barrio de abajo junto al campo santo sobre el río Cuervo.
- Fuera del poblado, entre este y el paraje de Las Conjas se encuentra el denominado puente romano de Villaescusa. Otro en Las Conjas en la carretera provincial LE-234 sobre el Cea, el último por nombrar puente Pumarín en la carretera CV 105-18.

### Costumbres y tradiciones
La Lucha leonesa o Aluches, y el bolo leonés.

### Gastronomía
- Cocido
- Morcilla
- Sopa de ajo
- Relleno
- La parva[5]
- Sequillos
- Frisuelos
- Orujo
- Androjas

### Fiestas
El 9 de agosto se celebran las fiestas patronales en honor al beato Juan de Prado.